# Tóth B. László
Tóth B. László (Dad, 1906. augusztus 14. – Budapest, 1982. január 5.) magyar festő. Tájképeire különösen Szőnyi István művészete volt nagy hatással.

## Életpályája
1923 és 1928 között a Magyar Képzőművészeti Főiskola hallgatója; mesterei Csók István és Szőnyi István voltak. 1928 és 1931 között Szőnyi szabadiskolájában tanított.  Első önálló kiállítását 1935-ben a budapesti Ernst Múzeumban rendezte meg. 
1957-ben Lengyelországban tett tanulmányutat. 

## Díjai, elismerései
- 1935: Nemzeti Szalon, Szinyei-díj

## Egyéni kiállításai
- 1935 • Ernst Múzeum, Budapest
- 1942 • Műbarát, Budapest
- 1950, 1954 • Fényes Adolf Terem, Budapest
- 1956 • Derkovits Terem, Budapest
- 1966 • Csók Galéria, Budapest
- 1971, 1975, 1982 • Szőnyi István Terem, Miskolc
- 1973 • Benczúr Gyula Terem, Nyíregyháza
- 1975, 1982 • Képcsarnok, Miskolc
- 1976, 1980 • Mednyánszky Terem, Budapest
- 1978 • Rudnay Gy. Terem, Eger
- 1983 • Pécs.

## Művei közgyűjteményekben
- Déri Múzeum, Debrecen
- Magyar Nemzeti Galéria, Budapest.